# Mặt trận phía Tây (Thế chiến thứ hai)

Quân Đức diễn hành tại Paris

Mặt trận phía tây của chiến trường châu Âu trong Chiến tranh thế giới thứ hai bao gồm các trận chiến trên lãnh thổ của Đan Mạch, Na Uy, Luxembourg, Bỉ, Hà Lan, Pháp, và phía tây của Đức. Mặt trận phía tây chia làm ba giai đoạn chính. Giai đoạn đầu (1939-1940) khối Trục thắng lợi. Quân đội Đức Quốc xã xâm chiếm các nước Hà Lan, Bỉ, Luxembourg và Pháp trong hai tháng 5 - 6 năm 1940 và mở cuộc tấn công vào Anh. Giai đoạn giữa (1941-1944), quân Đức làm chủ tình hình mặt trận. Giai đoạn cuối (1944-1945) khối Đồng Minh sau khi đợi Phát xít bị Liên Xô đánh bật ra khỏi lãnh thổ và tiêu hao gần hết lực lượng tinh nhuệ thì đã mở mặt trận, bắt đầu từ cuộc đổ bộ vào Normandie cho đến tháng 5 năm 1945 khi Đức đầu hàng.

## 1939-1940: Khối Trục thắng lợi

### Chiến tranh kì quặc
Sau khi quân Đức tràn sang chiếm Ba Lan năm 1939, Anh và Pháp lên tiếng phản đối và tuyên chiến với Đức. Nhưng trong một thời gian từ tháng 9 năm 1939 cho đến khi Đức xâm lấn Pháp vào tháng 5 năm 1940, không có cuộc chạm súng nào đáng kể. Thời gian yên lặng này thường được gọi là chiến tranh kì quặc (tiếng Anh: Phoney War).
Trong thời gian này phần lớn lực lượng Đức tham gia chiếm đóng Ba Lan, một ít được đem sang củng cố tuyến phòng thủ Siegfried dọc biên giới Đức-Pháp. Bên kia, liên minh Anh và Pháp cũng rục rịch đưa quân đội ra trấn đóng dọc tuyến phòng thủ Maginot. Không quân Hoàng gia Anh đem truyền đơn rải vào Đức và quân Canada kéo đến đồn trú tại Anh. Tuy nhiên không có cuộc chạm súng đáng kể nào với Đức.
Quân đội Anh và Pháp ra sức chế tạo đồng thời mua thêm vũ khí từ Hoa Kỳ. Hoa Kỳ lúc này chưa tham chiến và chỉ ủng hộ Anh Pháp bằng cách giảm giá vũ khí và tiếp vận. Đức thấy vậy cũng đưa chiến hạm ra Đại Tây Dương ngăn chận các cuộc vận chuyển từ Hoa Kỳ sang châu Âu.

### Scandinavia
Quân Đồng Minh và Đức bắt đầu giao chiến thực sự từ tháng 4 năm 1940 tại chiến trường Na Uy. Quân Đức mở chiến dịch Weserübung tấn công Na Uy và Đan Mạch. Quân Đồng Minh dự tính đổ bộ vào Bắc Âu để bao vây Đức nhưng bị đẩy lùi. Tuy nhiên hải quân Đức bị thiệt hại khá nặng nề sau chiến cuộc này. Đan Mạch và Na Uy bị Đức thôn tính.

### Trận chiến tại Luxembourg, Hà Lan, Bỉ và Pháp
Quân Đức mở cuộc tấn công sang Pháp vào tháng 5 năm 1940. Quân liên hiệp tây Âu gồm Anh, Pháp, Bỉ chẳng mấy chốc bị đánh tan tác trước sức mạnh và chiến lược hành quân thần tốc "blitzkrieg" của quân Đức. Các lực lượng chủ yếu của Anh và Pháp phải rút về Dunkerque và lên thuyền trốn sang Anh. Quân chính quy Pháp thì về Normandie đầu hàng, với 90.000 lính tử trận và 200.000 bị thương. Các cuộc tranh chấp hầu như kết thúc.Luxembourg, Bỉ, Hà Lan, và 3/4 nước Pháp rơi vào tay Đức. Bộ tư lệnh Đức sau đó dự tính mở Chiến dịch Sư tử biển tấn công Anh Quốc. Vì hải quân Đức còn đang hồi phục sau thiệt hại nặng trong cuộc chiến tại Na Uy, không quân Đức được trao trọng trách phải khống chế không phận, đập tan kỹ nghệ và ý chí của dân Anh trước khi Đức có thể đem quân đổ bộ lên đất Anh.

## 1941-1944: Đức làm chủ tình hình mặt trận
Sau thất bại của cuộc oanh tạc Anh Quốc, Đức bỏ ý định xâm lăng nước này, dồn nỗ lực tấn công Liên Xô đồng thời củng cố tuyến phòng thủ bức tường Đại Tây Dương - một dãy các lô cốt, tường cao, đại bác, và chướng ngại vật dọc bờ biển Manche, chờ đợi các cuộc tấn công từ Anh vào Pháp.
Đức thiết lập chính phủ Vichy tại Pháp. Charles de Gaulle lập chính phủ Pháp lưu vong, kêu gọi dân Pháp tham gia kháng chiến chống Đức.
Đồng Minh mở cuộc tấn công vào bãi biển Dieppe của Pháp ngày 19 tháng 8 năm 1942 nhưng chỉ trong vài tiếng đã phải rút lui vì không thể phá được tuyến phòng thủ vững chắc của Đức. Đội quân gồm lính Canada cùng một số đơn vị Hoa Kỳ và Anh bị thiệt hại nặng nề, hơn hai phần ba bị chết hoặc bị thương. Quân Đồng Minh tuy thua to nhưng có được kinh nghiệm cho cuộc đổ bộ sau này tại Normandie (năm 1944).
Trong hai năm sau đó, hầu như không có một trận đánh đáng kể nào trên mặt trận phía tây châu Âu. Phần lớn quân Đức chỉ phải đối phó với những cuộc tấn công du kích lẻ tẻ từ các lực lượng kháng chiến, nhất là kháng chiến Pháp với hỗ trợ từ các cơ quan tình báo và tiếp vận của Đồng Minh (SOE và OSS).
Tuy không chạm súng trên đất liền, Đồng Minh vẫn thường đem máy bay sang oanh tạc các căn cứ quân sự của Đức. Không quân Hoa Kỳ oanh tạc ban ngày, Không quân Anh oanh tạc ban đêm.
Quân Anh mở nhiều cuộc đột kích bằng lính biệt kích dù - nổi bật là tại Boulogne (11 tháng 6 1940) và Guernsey (14 - 15 tháng 7 1940). Quân biệt kích nhảy vào đất Pháp đánh phá và rút lui, gây rối loạn trong hàng ngũ quân Đức, đồng thời khích động tinh thần của nhân dân kháng chiến tại Pháp. Ngoài ra Đồng Minh còn mở các cuộc đột kích khác như tại Bruneval (27, 28 tháng 2 1942), St Nazaire (27, 28 tháng 3 1942), Bayonne (5 tháng 4 1942), Hardelot (21, 22 tháng 4 1942), Dieppe (19 tháng 8 1942), Gironde (7 - 12 tháng 12 1942).
Cuộc đột kích tại Sark vào đêm ngày 3 sáng ngày 4 tháng 10 1942 gây chấn động đến nỗi Hitler phải ra lệnh cho phép quân Đức quyền đương nhiên xử tử các biệt kích dù Đồng Minh khi bắt được.
Mùa hè năm 1944, bộ chỉ huy Đức Quốc xã tin chắc rằng quân Đồng Minh sẽ tấn công vào Pháp. Quân Đức tại Mặt trận phía tây được điều động dưới chỉ huy của bộ tư lệnh tại Paris, gồm 3 đơn vị bức tường Đại Tây Dương chính yếu: 
- Wehrmacht Befehlshaber Niederlande (WBN) phòng thù bờ biển Hà Lan-Bỉ.
- Cụm tập đoàn quân B và tập đoàn quân 15 (tư lệnh tại Tourcoing) kiểm soát khu bắc nước Pháp, mạn trên của sông Seine, tập đoàn quân 7 (tư lệnh tại Le Mans) canh phòng từ sông Seine đến sông Loire, dọc bờ biển Manche.
- Cụm tập đoàn quân G phòng thủ vịnh Biscay và Vichy, tập đoàn quân 1 (tư lệnh tại Bordeaux) kiểm soát bờ biển Đại Tây Dương từ Loire đền biên giới Pháp-Tây Ban Nha, và tập đoàn quân 19 (tư lệnh tại Avignon) phòng thủ bờ biển Địa Trung Hải của Pháp.

Vì không biết chắc Đồng Minh sẽ đổ bộ vào chỗ nào, lực lượng quân Đức phải phân tán nhiều đơn vị thiết giáp cơ động (Panzer). Mỗi cụm tập đoàn quân được chia một vài đơn vị thiết giáp. Cụm tập đoàn quân B có sư đoàn Panzer 2 tại bắc nước Pháp, sư đoàn 116 tại Paris, và sư đoàn 21 tại Normandie. Cụm tập đoàn quân G có sư đoàn 11 tại Gironde, sư đoàn 2 Panzer SS tái hợp tại vùng Montauban nam Pháp và sư đoàn 9 tại Bouches-du-Rhône.
Bộ chỉ huy Đức tại mặt trận miền Tây cũng có vài đơn vị Panzer, nhưng cũng bị phân tán mỏng trên vùng đất khá rộng; có thể bị Đồng Minh tấn công không biết lúc nào và ở đâu: Sư đoàn 1 Leibstandarte SS Adolf Hitler đang được thành lập tại Hà Lan, sư đoàn 12 Panzer Hitlerjugend (thiếu niên Hitler) và đơn vị Panzerlehrdivision đóng tại khu vực Paris-Orleans, vì Normandie vẫn được chú trọng là nơi có thể bị Đồng Minh đổ bộ. Sư đoàn 17 Panzergrenadier Götz von Berlichingen đóng quân tại vùng phái nam Loire và chung quanh Tours.

## 1944-1945: Đồng Minh phản công
Vào tháng 2 năm 1943, chiến thắng của Hồng Quân ở trận Stalingrad đã gần như kết thúc số phận của Đức Quốc xã. Anh và Mỹ thì chỉ phải chiến đấu chống lại 3 sư đoàn Đức ở Bắc Phi. Tổng thống Mỹ Roosevelt ở hội nghị Tehran vào tháng 11 năm 1943 đã cam kết với Nguyên soái Stalin (Liên Xô) rằng một mặt trận thứ hai sẽ được mở. Thủ tướng Churchill (Anh) đã phản đối nhưng không có kết quả. Hoạch định cho việc đổ bộ lên Normandy trở thành ưu tiên. Vào lúc các Đồng Minh Phương Tây đổ bộ lên Pháp vào tháng 6 năm 1944 thì quân Đức đã chắc chắn sẽ bị Liên Xô đánh bại. Nếu Anh và Mỹ không đổ quân vào Pháp, thì Hồng Quân Liên Xô sẽ quét sạch quân Đức trên khắp châu Âu và tiến tới tận Paris, đây là điều Anh-Pháp không hề muốn xảy ra

### Trận Normandie

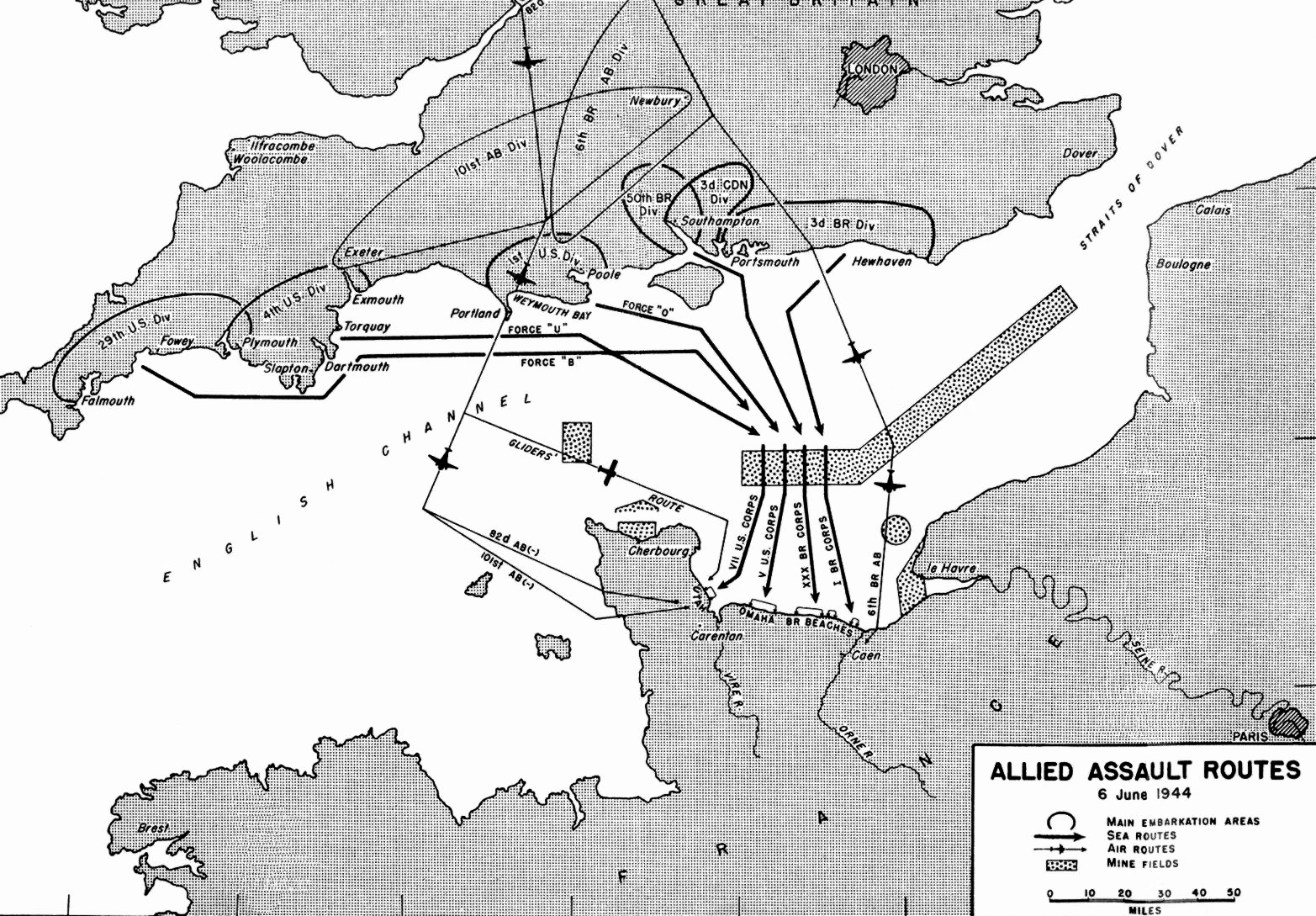
Bản đồ các ngã hành quân của cuộc đổ bộ vào Normandie

Ngày 6 tháng 6 năm 1944 quân Đồng Minh mở Chiến dịch Overlord bắt đầu cuộc giải phóng nước Pháp. Trong khi bộ tư lệnh Đức dự báo quân Đồng Minh sẽ đổ bộ vào Pas-de-Calais, thì cuộc tấn công lại diễn ra tại Normandie. Sau hai tháng hành quân chậm chạp qua các khu đất đầy hàng rào, quân Mỹ tung chiến dịch Cobra đánh thủng được phía tây của tuyến phòng thủ Đức. Quân Đồng Minh thừa thắng tràn ra khắp lãnh thổ Pháp, bao vây 100.000 lính Đức tại Falaise. Tương tự như mặt trận phía đông, Hitler lại không cho phép rút quân cho đến khi quá trễ. Vì vậy mà 60.000 quân Đức bị bắt tù binh tại Falaise, chỉ có 40.000 trốn thoát được.
Quân Đồng Minh chia làm hai nhánh, Hoa Kỳ tiếp tục tấn công vào nam Pháp, Luxembourg và khu kỹ nghệ Ruhr của Đức; quân Anh-Canada tiến về phía đông bắc, vào Bỉ, Hà Lan và phía bắc nước Đức.

### Giải phóng Pháp

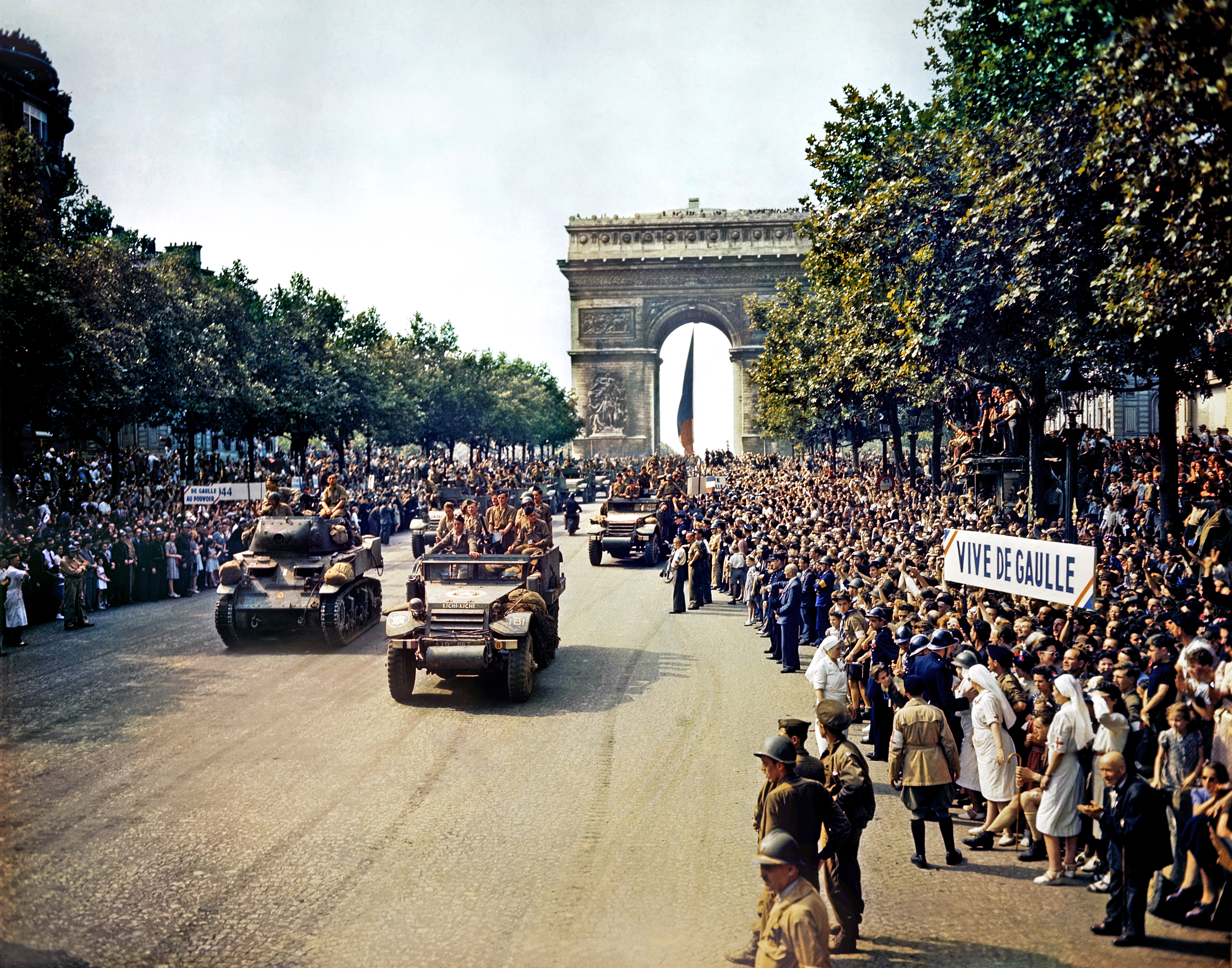
Giải phóng Paris

Ngày 15 tháng 8 quân Đồng Minh mở chiến dịch Dragoon, giải phóng lãnh thổ từ Toulon đến Cannes. Tập đoàn quân 7 (Hoa Kỳ) và Tập đoàn quân 1 (Pháp) nhanh chóng đánh bại quân Đức trong vòng 2 tuần lễ, tiến lên thung lũng Rhone. Quân Đức chỉnh đốn tàn quân, bám đất cầm cự một thời gian trong khu hiểm trở của dãy núi Vosges.
Quân Đức đang đóng giữ Pháp lúc này bị tấn công từ 3 mặt: phía bắc là Cụm tập đoàn quân 21 (Anh - do Bernard Montgomery chỉ huy), ở giữa là Cụm tập đoàn quân 12 (Hoa Kỳ - do Omar Bradley chỉ huy) và phía nam là Cụm tập đoàn quân 6 (Hoa Kỳ - do Jacob L. Devers chỉ huy). Đến giữa tháng 9 năm 1944, cả ba lực lượng này nằm dưới quyền của tổng tư lệnh Dwight D. Eisenhower (SHAEF: Supreme Headquarters, Allied Expeditionary Forces - Tổng tư lệnh tối cao, Lực lượng viễn chinh Đồng Minh)
Bị tấn công từ nhiều hướng, quân Đức phải rút lui. Ngày 19 tháng 8, lực lượng kháng chiến Pháp mở cuộc tổng tấn công và đến ngày 25 tháng 8 tiến vào giải phóng thủ đô Paris. Hitler ra lệnh cho tướng Đức Dietrich von Choltitz phải cầm cự cho đến cùng và nếu thấy gần thua phải đốt trụi thủ đô Paris. Nhưng Choltitz quyết định không nghe theo lệnh và ký giấy đầu hàng tướng Pháp Philippe Leclerc de Hauteclocque.
Thành công của cuộc giải phóng những vùng tây Âu làm dịu nỗi lo sợ của dân chúng ở London và đông nam Anh Quốc, vì Đức sẽ không còn chỗ để phóng các loại vũ khí Vergeltungswaffen (tên lửa V-1 và V-2) vào nước Anh được nữa.

### Chiến dịch Market Garden
Bernard Montgomery đặt kế hoạch thả lính dù tấn công và chiếm đóng nhanh chóng các cầu băng ngang sông Meuse, hai nhánh chính và các kinh rạch thuộc sông Rhine. Theo kế hoạch dự tính sau khi các cầu được kiểm soát, lục quân Đồng Minh sẽ vượt mạng dưới sông Rhine, tấn công vào sườn của tuyến phòng thủ Siegfried và bao vây khu vực kỹ nghệ trọng yếu Ruhr của Đức. Tuy đạt được một vài thành công trong giai đoạn đầu, chiến dịch này cuối cùng thất bại.

### Tấn công vùng Rhine

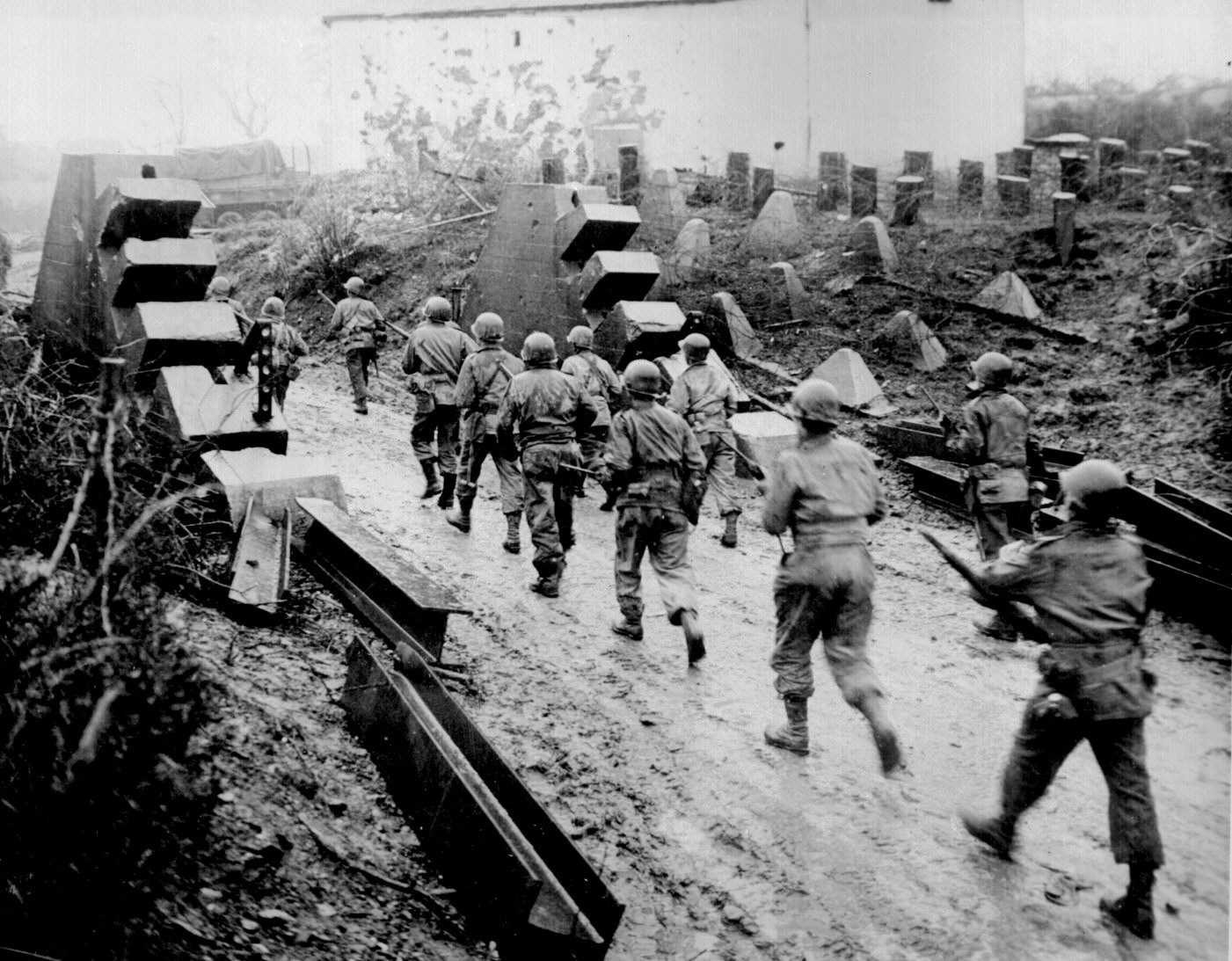
Quân Hoa Kỳ băng qua tuyến phòng thủ Siegfried Line tiến vào lãnh thổ Đức.

Quân Đồng Minh tiến đến tuyến phòng thủ Siegfried và từ tháng 9 bắt đầu cuộc hành quân đẫm máu qua khu rừng Hurtgen cố sức chọc thủng tường bảo vệ của Đức.
Hải cảng Antwerp rơi vào tay Sư đoàn 11 Thiết giáp của Anh ngày 4 tháng 9. Để sử dụng cảng này, quân Đồng Minh phải triệt hạ những căn cứ phòng thủ vững chắc của Đức cài đặt ngang dọc khu vực sông Scheldt. Cuộc tấn công (chiến dịch Switchback) đồn quân sự tại Breskens (bờ phía nam sông Scheldt, gần biên giới Hà Lan-Bỉ) gây tổn thất nặng nề cho lực lượng Canada và Ba Lan. Sau đó là một chuỗi những trận đánh cam go để giành lại một bán đảo trên sông Scheldt và kết thúc khi vào tháng 11 lực lượng thủy quân lục chiến tấn công vào đảo Walcheren. Chiến thắng khu vực sông Scheldt là một thành quả lớn của quân đội Canada, mở đường cho tiếp vận qua cảng Antwerp, gần hơn các cảng ở khu Normandie.

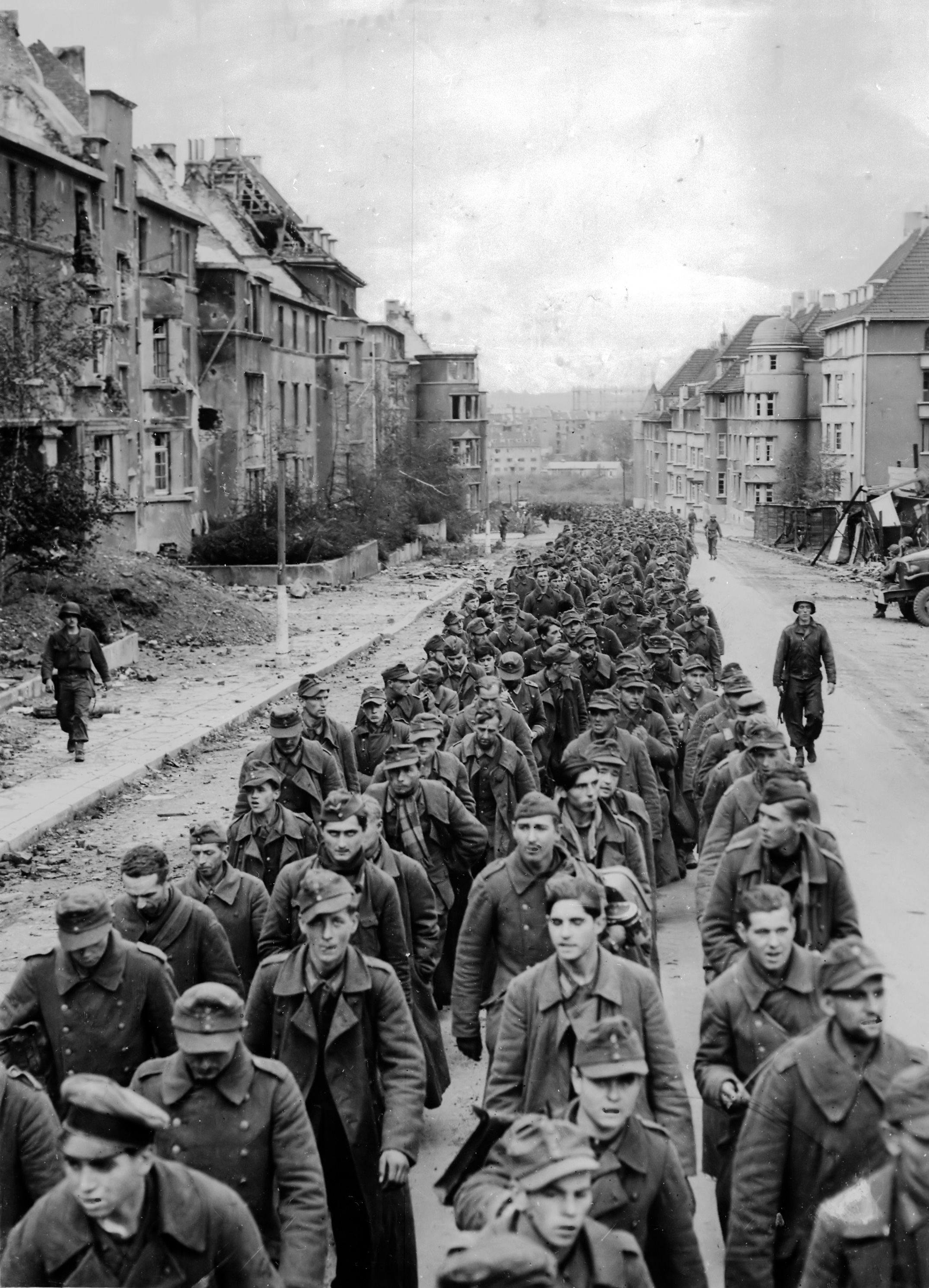
Quân Đức bị bắt làm tù binh tại Aachen

Quân Hoa Kỳ tấn công thành phố Aachen của Đức vào tháng 10 năm 1944. Đây là lần đầu tiên trong cuộc thế chiến một thành phố lớn của Đức bị tấn công. Quân Đức cố cầm cự nhưng thua, với 5.000 binh sĩ chết và 5.600 bị bắt làm tù binh.
phía nam thành phố Ardennes, quân Hoa Kỳ tấn công và đánh bật quân Đức ra khỏi Lorraine. Nhưng sau đó gặp trở ngại khi kéo qua sông Moselle vì thiếu tiếp vận, thời tiết xấu trong khi quân Đức lại tăng cường lực lượng yểm trợ. Đồng Minh cũng gặp kháng cự mãnh liệt của quân Đức trong vùng núi Vosges.
Đến tháng 11 thì quân Đức kiệt sức và thua chạy liên tiếp tại nhiều nơi. Quân Đồng Minh tràn vào Belfort, Mulhouse, và Strasbourg, thiết lập căn cứ quân sự dọc sông Rhine. Quân Đức cầm cự giữ được một cầu lớn phía tây sông Rhine, tại Colmar.

### Trận Ardennes: Đức phản công

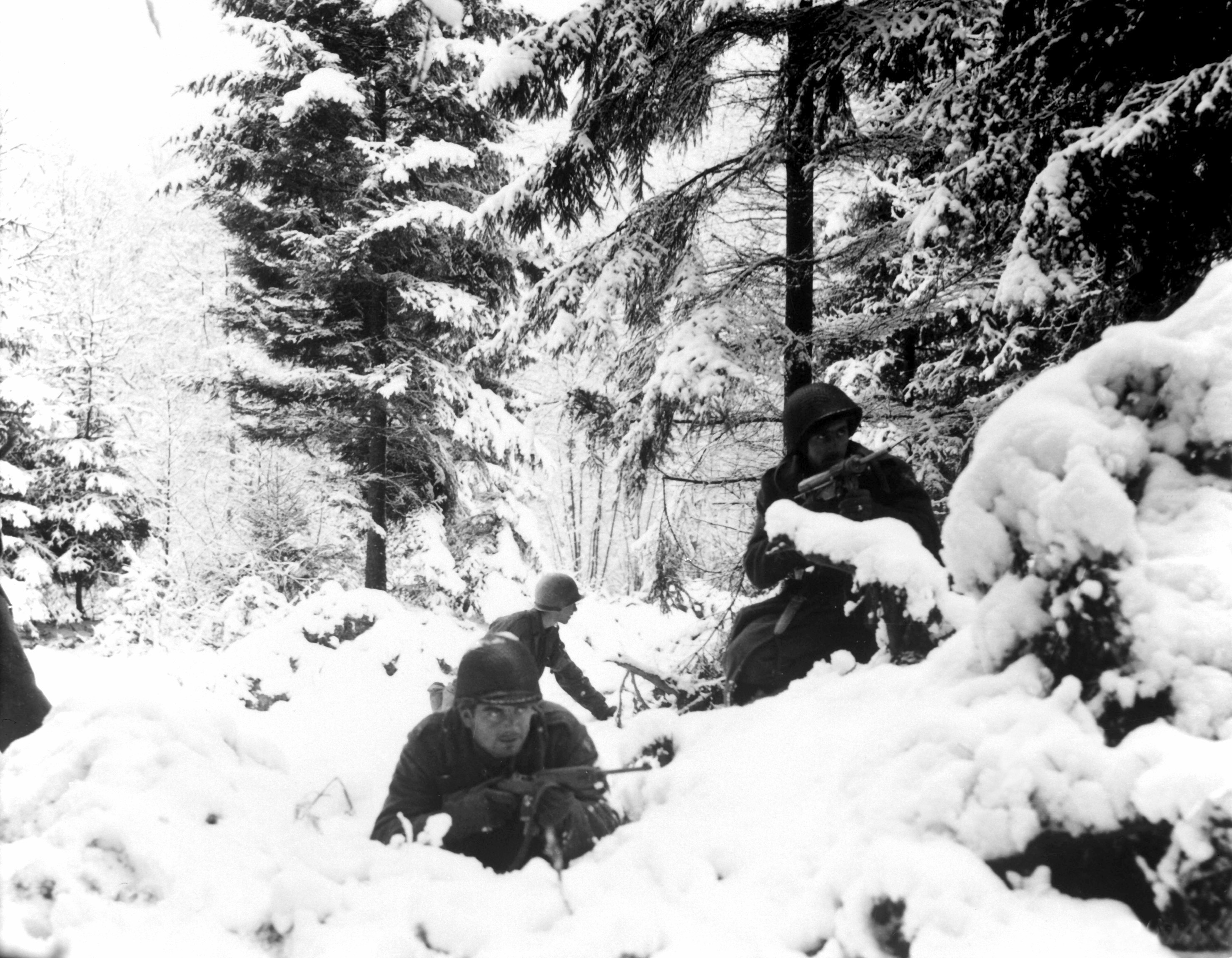
Lính Mỹ trong tư thế tiếp chiến trong trận Ardennes

Sau khi rút khỏi Normandie, lực lượng quân đội Đức Quốc xã luôn tìm cơ hội phản công. Kế hoạch Wacht am Rhein ("Canh phòng sông Rhine") được đưa ra để tấn công Ardennes và lật ngược thế cờ đẩy quân lên chiếm lại phía bắc Antwerp, chia đôi lực lượng quân đội Hoa Kỳ và Anh. Cuộc tấn công Ardennes bắt đầu ngày 16 tháng 12, tiếng Anh gọi là Battle of the Bulge, vì lực lượng Đức đâm một mũi dùi sâu vào chiến tuyến của Đồng Minh, tạo một khối u trên bản đồ quân sự. Khu vực Ardennes lúc bấy giờ do Tập đoàn quân 1 Hoa Kỳ trấn giữ. Do thời tiết thuận lợi cho cuộc tấn công bất ngờ, quân Đức thành công trong giai đoạn đầu, tiến gần đến sông Meuse. Nhưng sau đó quân Đồng Minh đẩy lui được quân Đức về vị trí cũ ngày 15 tháng 1 năm 1945.
Quân Đức mở thêm cuộc phản công thứ nhì tại Alsace vào ngày 1 tháng 1 năm 1945, với mục đích lấy lại Strasbourg. Quân Đồng Minh đang phải chia quân cho bên trận Ardennes nên bị tổn thất nặng nề; nhưng sau 4 tuần tranh đấu cũng đánh bật được lực lượng quân Đức.
Chốt phòng thủ biên giới sau cùng của Đức tại Colmar sau đó cũng bị liên quãn Mỹ-Pháp hạ, mở đầu cho cuộc tấn công của quân Đồng Minh vào lãnh thổ Đức Quốc xã.

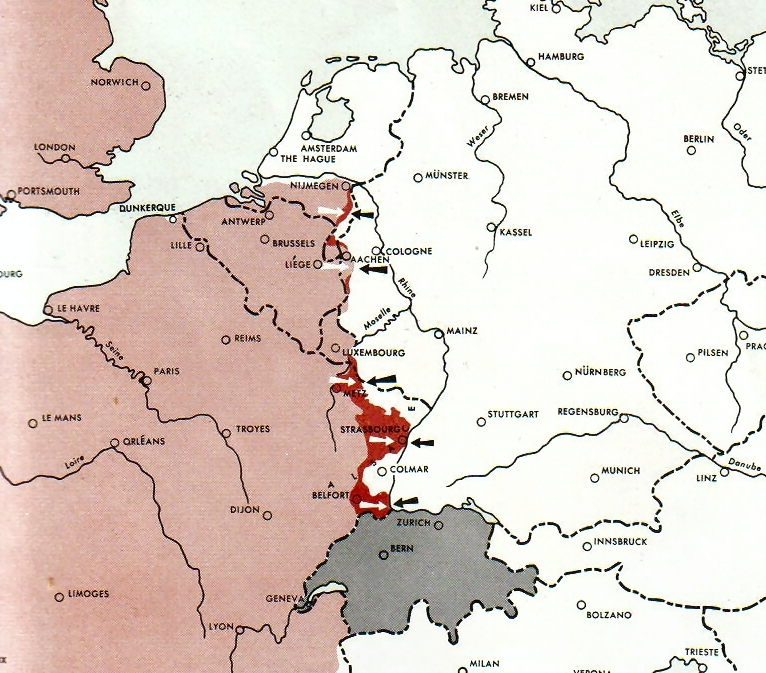
Bản đồ chiến trường Tây Âu tháng 12 năm 1944

### Cuộc xâm chiếm vào Đức

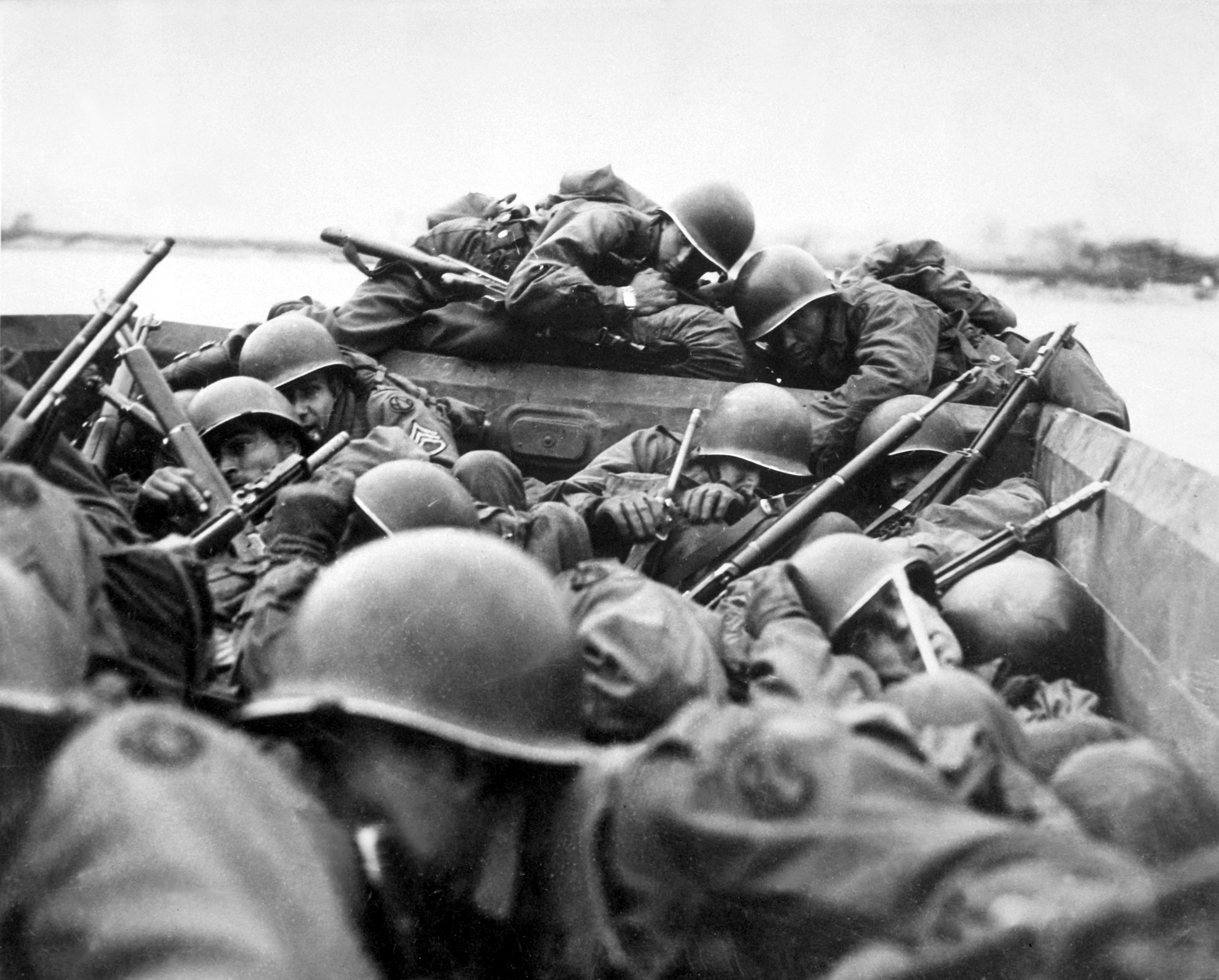
Quân Mỹ trên chiến phà kéo sang sông Rhine.

Quân Đồng Minh dự tính tấn công gọng kìm ngày 8 tháng 2 năm 1945 với quân Canada mở Chiến dịch Veritable kéo sang từ khu vực Nijmegen Hà Lan cùng lúc với quân Hoa Kỳ trong Chiến dịch Grenade băng ngang sông Roer. Kế hoạch bị trì trệ vì quân Đức trước đó đã làm ngập lụt khu vực bằng cách phá đập nước thượng lưu. Tướng Đức Gerd von Rundstedt mưu tính bảo toàn lực lượng rút quân về mạng đông sông Rhine trong lúc quân Đồng Minh đang bị sa lầy. Nhưng Hitler ra lệnh buộc ông phải dậm chân tại chỗ và chờ quân Đồng Minh đến đánh.
Sau khi nước rút cạn, quân Hoa Kỳ kéo sang sông Roer ngày 23 tháng 2, các lượng Đồng Minh khác cũng cùng đổ tới. Quân của Rundstedt lâm thế kẹt trên bờ mạng tây và bị đánh tan tác với 290.000 binh sĩ bị bắt làm tù binh.
Tướng Hoa Kỳ Omar Bradley truy đuổi tàn quân Đức rút lui và chiếm được cầu Ludendorff tại Remagen trước khi quân Đức toan giật sập. Do đó tạo được tuyến giao thông ngang sông Rhine ngày 7 tháng 3. Tướng George S. Patton nhân cơ hội này tấn công vào Oppenheim phía nam của Mainz.
Ngày 23 tháng 3 quân Anh mở Chiến dịch Plunder tấn công vào Rees và Wesel. Ngày 26 tháng 3 quân Hoa Kỳ tiến đến Mannheim và Worms.

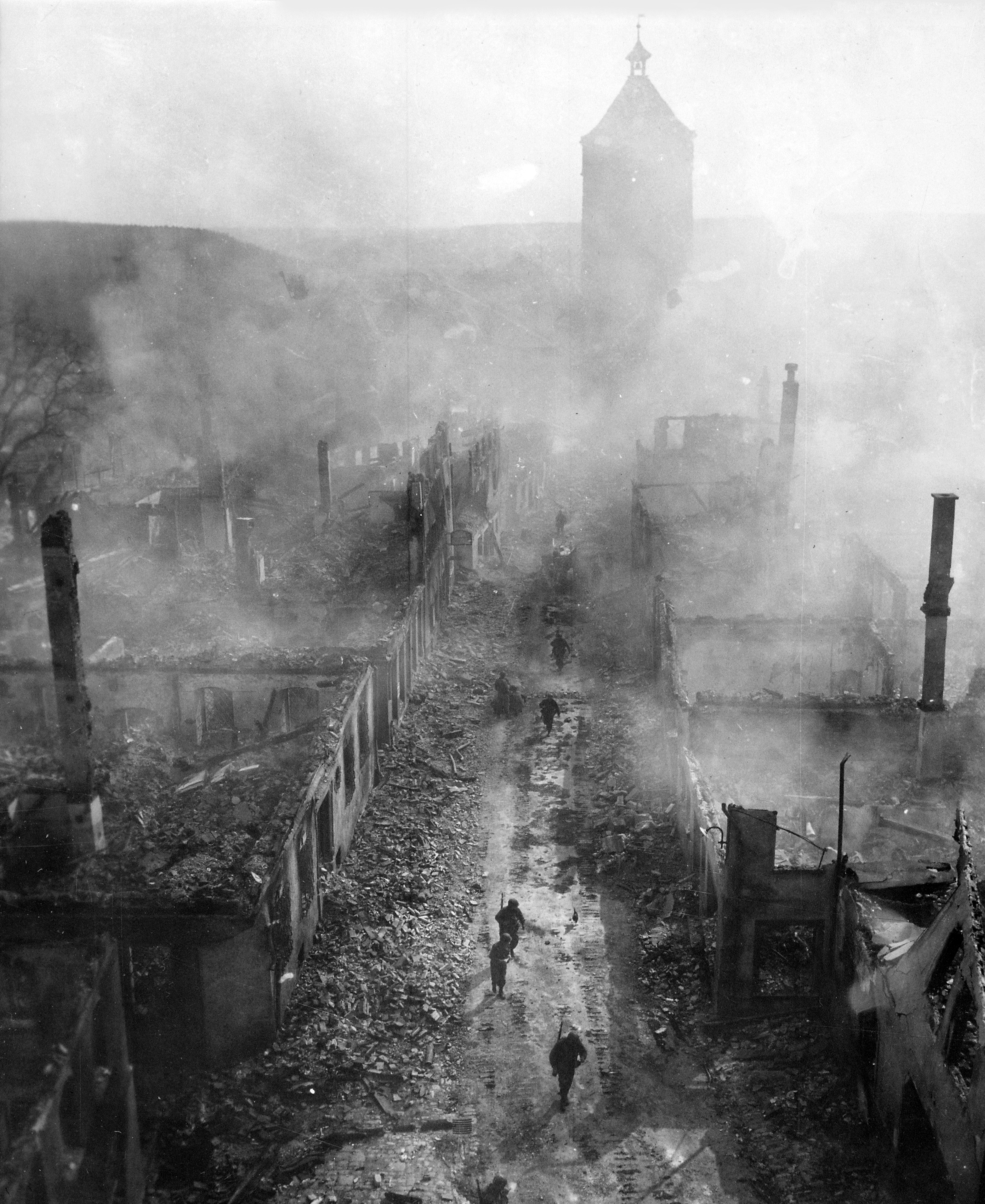
Quân Hoa Kỳ hành quân ngang tỉnh Waldenburg Đức, tháng 4 1945.

Sau khi vượt được sông Rhine, quân Anh tiến lên phía Hamburg, qua sông Elbe và kéo đến Đan Mạch và biển Baltic. Ngày 2 tháng 5 quân Anh - Canada chiếm Wismar trước khi quân Liên Xô kéo đến. Về phía nam, quân Hoa Kỳ bắt đầu chia hai ngã gọng kìm kéo vào khu kỹ nghệ Ruhr. Ngày 4 tháng 4 Cụm tập đoàn quân B của thống chế Đức Walther Model bị bao vây tại Ruhr và 300.000 quân Đức bị bắt làm tù binh ngày 18 tháng 4. Quân Hoa Kỳ tiếp tục tiến về sông Elbe. Trên đường tiến về phía đông nước Đức, quân Đồng Minh chạm phải nhiều cuộc phản kích kịch liệt của quân địch, gồm quân Đức chính quy và các nhóm phòng không, địa phương quân và đảng viên đảng Quốc xã vũ trang, tại Frankfurt am Main, Kassel, Magdeburg, Halle, và Leipzig. Bộ tư lệnh Đồng Minh quyết định dừng lại tại sông Elbe và chờ liên hệ được với quân Xô Viết vào cuối tháng 4.
Tập đoàn quân 3 Hoa Kỳ tiến sang đến tận Tiệp Khắc, vào phía đông khu vực Bavaria và phía bắc Áo. Tính đến ngày thắng trận, Cụm tập đoàn quân 12 Hoa Kỳ tại châu Âu bao gồm 4 tập đoàn quân (1, 3, 9 và 15) với hơn 1,3 triệu lính.

### Đức Quốc xã tan rã
Quân Đức anh dũng cầm cự tại nhiều thành phố nhưng dần dần bị đập tan. Ngày 23 tháng 4 Himmler liên lạc với Đồng Minh để thương lượng đầu hàng nhưng không thành. Hitler tự tử ngày 30 tháng 4. Ngày 4 tháng 5 Montgomery nhận quân đầu hàng khắp mặt trận phía tây châu Âu (Bỉ, Hà Lan, bắc Đức (Hamburg, Hanover, Bremen) và Đan Mạch). Ngày 5 tháng 5 Cụm tập đoàn quân G của Đức đầu hàng tại Bavaria. Đại đô đốc Karl Dönitz tân tổng thống của Đức Quốc xã tuyên bố quân đội Đức đầu hàng và cuộc chiến tại châu Âu chấm dứt.
Vào lúc 2 giờ 41 phút sáng ngày 7 tháng 5 năm 1945, tại văn phòng tư lệnh Đồng Minh tại Rheims, tướng Đức Alfred Jodl ký giấy đầu hàng. Tướng Hoa Kỳ Eisenhower chấp nhận quân đội Đức đầu hàng vô điều kiện quân Đồng Minh. Tại Na Uy, tướng Franz Böhme cũng ký giấy đầu hàng. Ngày 8 tháng 5, thống chế Đức Wilhelm Keitel đến Karlshorst ký giấy đầu hàng tướng Liên Xô Zhukov, văn kiện đầu hàng này là bản sao của văn kiện tại Rheims với hai điều kiện riêng của Liên Xô thêm vào.